# Losaria neptunus.
Losaria neptunus. är en fjärilsart som först beskrevs av Guérin-Méneville 1840.  Losaria neptunus. ingår i släktet Losaria och familjen riddarfjärilar. Inga underarter finns listade i Catalogue of Life.